# ادی اوون (ورزشکار)
ادی اوون (انگلیسی: Eddie Owen؛ ۶ نوامبر ۱۸۸۶ – ۲۴ سپتامبر ۱۹۴۹) ورزشکار دو و میدانی اهل بریتانیا بود.